# Manuel Laínz
Laínz y Gallo est un nom espagnol. Le premier nom de famille, en général paternel, est Laínz ; le second, en général maternel, souvent omis, est Gallo.
Manuel Laínz y Gallo, né à Santander le 5 mai 1923 et mort à Villagarcía de Campos (Valladolid) le 20 juillet 2024, est un prêtre jésuite, entomologiste, ptéridologue et botaniste espagnol.

## Biographie
Il naît à Santander le 5 mai 1923 dans une famille bourgeoise, baptisé Manuel Sebastián Pío Laínz y Gallo. Son père, Manuel Laínz y Ribalaygua, est l'un des hommes les plus riches de la province, propriétaire de la compagnie Tabacos Jean (es) et du grand magasin Laínz. Son grand-père, Manuel Lainz y Ruiz del Pumar, est un noble d'Ajo (es), et un descendant du Marquis de las Riberas de Boconó y Masparro (es), dont la famille était passée d'Espagne à la Vice-royauté de Nouvelle-Grenade au XVIIIe siècle. C'était également le frère de Francísco Laínz (es).
En 1939, il entre au noviciat de la Compagnie de Jésus à Palencia, et en 1941, il se rend à Salamanque, où il étudie les sciences humaines. En 1943, il s'installe à Carrión de los Condes et travaille comme enseignant. A posteriori, il étudie la philosophie et la théologie à l'Université de Comillas (à Comillas, Province de Santander), puis il retourne à Comillas pour étudier les sciences naturelles.
Entre 1956 et 1978, il va à l'Universidad Laboral de Gijón (es), en tant que professeur et chercheur en botanique, consacrant beaucoup d'efforts à la création d'un herbier monumental. Pendant ce temps, il se lie d'amitié avec Félix Rodríguez de la Fuente.
En 2004, la Compagnie de Jésus cède l'œuvre du Père Laínz à la Mairie de Gijón : une bibliothèque spécialisée en botanique et un herbier de 38 000 spécimens ; les protégeant dans le Jardín Botánico Atlántico (es).

## Honneurs
- Docteur honoris causa de l'Université d'Oviedo
- Membre de l'Association internationale pour la taxonomie végétale (IAP)
- Membre de l'Institut royal d'études asturiennes (RIDEA)

### Éponymie
23 espèces de plantes lui sont dédiées :
- Adenocarpus lainzii (Castrov.) Castrov., Anales Jard. Bot. Madrid 57(1): 43 (1999).
- Alchemilla lainzii S.E.Fröhner, Anales Jard. Bot. Madrid 53(1): 25 (1995).
- Carex lainzii Luceño, E.Rico & Romero García, Anales Jard. Bot. Madrid 44(2): 429 (1987).
- Centaurea lainzii Fern.Casas, Exsicc. me distrib. 1: 9 (1975) (1975).
- Colymbada lainzii (Fern.Casas) Fern.Casas & Susanna, Fontqueria 2: 21 (1982): (1982).
- Fuirena lainzii Luceño & M.Alves, Anales Jard. Bot. Madrid 54(1): 415, 417, fig. (1996).
- Gastridium lainzii (Romero García) Romero Zarco, Acta Bot. Malac. 38: 225 (2013).
- Geranium lainzii Aedo, Anales Jard. Bot. Madrid 57(1): 162 (1999).
- Hieracium lainzii de Retz, Bull. Soc. Bot. France, Lett. Bot. 127(1): 81 (1980).
- Narcissus lainzii Barra & G.López, Anales Jard. Bot. Madrid 50(1): 123, nom. nov. (1992).
- Orobanche lainzii (Gómez Nav., R.Roselló, Peris, A.Valdés & Sanchis) Triano & A.Pujadas, Acta Bot. Malac. 37: 224 (2012).
- Phelipanche lainzii Gómez Nav., R.Roselló, Peris, A.Valdés & Sanchis, Flora Montiber. 50: 17 (15-29; figs., map) (2012).
- Rubus lainzii H.E.Weber, Anales Jard. Bot. Madrid 47(2): 333 (1990).
- Saxifraga × lainzii P.Vargas, Anales Jard. Bot. Madrid 54(1): 197 (1996).
- Sideritis × lainzii Obón & D.Rivera, Anales Jard. Bot. Madrid 54(1): 296 (1996).
- Solanecio lainzii Fern.Casas, Fontqueria 44: 140 (1996) (1996).
- Taraxacum lainzii Soest, Trab. Jard. Bot. Univ. Santiago de Comp. 7: 5 (1954).
- Thymus × lainzii Sánchez-Gómez, Fern.Jiménez & F.Sáez, Anales Jard. Bot. Madrid 54(1): 302 (1996).
- Tragopogon lainzii Suár.-Sant., P.S.Soltis, Soltis, C.Díaz & Blanca, Syst. Bot. 36(2): 478 (470-480; fig. 3, map) (2011).
- Valantia lainzii Devesa & Ortega Oliv., Bot. J. Linn. Soc. 143(3): 333 (2003) (2003).
- Vernonella lainzii (S.Ortiz) H.Rob. & Skvarla, Proc. Biol. Soc. Washington 123(3): 190 (2010).
- Vernonia lainzii S.Ortiz, Canad. J. Bot. 77(6): 877 (1999) (1999).
- Viola lainzii P.Monts., Anales Jard. Bot. Madrid 54(1): 237 (1996).

## Publications (sélection)
- (es) Modesto Luceño, Pablo Vargas et Manuel Laínz, Guía botánica: de los Picos de Europa, Pirámide, 1995 (ISBN 978-84-368-0898-8, OCLC 34236572, lire en ligne)
- (es) Manuel Laínz et KSKSKS, Aportaciones al conocimiento de la flora gallega. 8 8, 1974 (OCLC 835513818, lire en ligne)
- (es) Manuel Laínz et José María Patac de las Traviesas, Mis contribuciones al conocimiento de la flora de Asturias, Diputación Provincial de Asturias, Instituto de Estudios Asturianos (del C.S.I.C.), 1982 (ISBN 978-84-00-05106-8, OCLC 16126922, lire en ligne)
- (es) Manuel Laínz et Javier Fernández Casas, Homenaje al padre Laínz, S.J., de sus amigos y discipulos, Cyanus, 1996 (OCLC 36718778, lire en ligne)
- (es) Manuel Laínz Gallo, In floram europaeam animadversiones, Candollea, 1969 (OCLC 1026213768, lire en ligne)
- (es) Manuel Laínz Gallo, Aportaciones al conocimiento de la flora cántabro-astur, IX, s.n., 1970 (OCLC 432815250, lire en ligne)
- (es) Luis Carlón, Gonzalo Gomez Casares, Manuel Lainz et Gonzalo Moreno Moral, Más, a propósito de algunas Orobanche L. y Phelipanche Pomel (Orobanchaceae) del oeste del Paleártico, Jardin Botanico Atlantico, 2005 (ISBN 978-84-89466-62-3, OCLC 475531048, lire en ligne)
- (es) Manuel Laínz, Aportaciones al conocimiento de la flora gallega, VII, Univers. Laboral de Gijón, Inst. Forestal de Investigaciones y Experiencias, Nov. 1971, 1971 (OCLC 248940665, lire en ligne)